# Chammes
Chammes és un municipi francès situat al departament de Mayenne i a la regió de País del Loira. L'any 2007 tenia 334 habitants.

## Demografia

### Població
El 2007 la població de fet de Chammes era de 334 persones. Hi havia 140 famílies de les quals 52 eren unipersonals (24 homes vivint sols i 28 dones vivint soles), 36 parelles sense fills, 36 parelles amb fills i 16 famílies monoparentals amb fills.
La població ha evolucionat segons el següent gràfic:
Habitants censats

### Habitatges
El 2007 hi havia 185 habitatges, 144 eren l'habitatge principal de la família, 21 eren segones residències i 20 estaven desocupats. 181 eren cases i 4 eren apartaments. Dels 144 habitatges principals, 119 estaven ocupats pels seus propietaris, 24 estaven llogats i ocupats pels llogaters i 1 estava cedit a títol gratuït; 1 tenia una cambra, 7 en tenien dues, 17 en tenien tres, 42 en tenien quatre i 77 en tenien cinc o més. 114 habitatges disposaven pel capbaix d'una plaça de pàrquing. A 70 habitatges hi havia un automòbil i a 59 n'hi havia dos o més.

### Piràmide de població
La piràmide de població per edats i sexe el 2009 era:
| Homes | Edats   | Dones |
| ----- | ------- | ----- |
| 0     | 95 o +  | 0     |
| 8     | 90 a 94 | 0     |
| 0     | 85 a 89 | 4     |
| 4     | 80 a 84 | 8     |
| 8     | 75 a 79 | 8     |
| 12    | 70 a 74 | 24    |
| 4     | 65 a 69 | 8     |
| 4     | 60 a 64 | 4     |
| 4     | 55 a 59 | 16    |
| 12    | 50 a 54 | 8     |
| 8     | 45 a 49 | 12    |
| 16    | 40 a 44 | 4     |
| 4     | 35 a 39 | 12    |
| 8     | 30 a 34 | 16    |
| 8     | 25 a 29 | 12    |
| 12    | 20 a 24 | 12    |
| 0     | 15 a 19 | 0     |
| 16    | 10 a 14 | 8     |
| 8     | 5 a 9   | 4     |
| 24    | 0 a 4   | 4     |

## Economia
El 2007 la població en edat de treballar era de 200 persones, 140 eren actives i 60 eren inactives. De les 140 persones actives 132 estaven ocupades (79 homes i 53 dones) i 8 estaven aturades (2 homes i 6 dones). De les 60 persones inactives 19 estaven jubilades, 19 estaven estudiant i 22 estaven classificades com a «altres inactius».

### Ingressos
El 2009 a Chammes hi havia 150 unitats fiscals que integraven 337,5 persones, la mediana anual d'ingressos fiscals per persona era de 16.168 €.

### Activitats econòmiques
Dels 9 establiments que hi havia el 2007, 1 era d'una empresa de fabricació d'altres productes industrials, 3 d'empreses de construcció, 2 d'empreses d'hostatgeria i restauració, 1 d'una empresa immobiliària, 1 d'una empresa de serveis i 1 d'una empresa classificada com a «altres activitats de serveis».
Dels 4 establiments de servei als particulars que hi havia el 2009, 2 eren guixaires pintors, 1 lampisteria i 1 agència immobiliària.
L'any 2000 a Chammes hi havia 25 explotacions agrícoles que ocupaven un total de 880 hectàrees.

## Equipaments sanitaris i escolars
El 2009 hi havia una escola elemental integrada dins d'un grup escolar amb les comunes properes formant una escola dispersa.

## Poblacions més properes
El següent diagrama mostra les poblacions més properes.